# Cicero (Wisconsin)
Beardstown – miasto w Stanach Zjednoczonych, w stanie Wisconsin, w hrabstwie Outagamie.